# Mythologie lituanienne

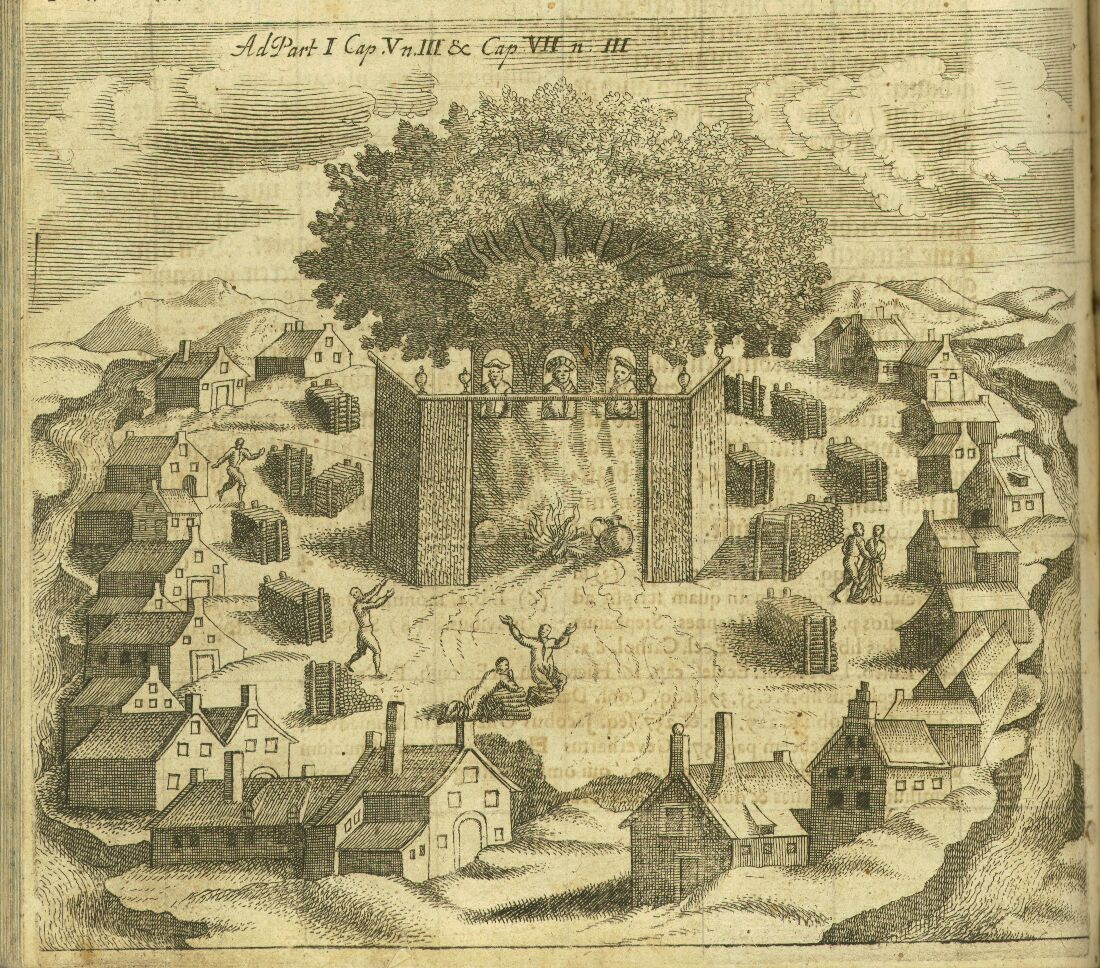
Sanctuaire de Romuva en Vieille Prusse.

La mythologie lituanienne est un exemple de mythologie polythéiste (dite « païenne » par les sources chrétiennes), qui comprend de nombreuses croyances et rituels, pour certains perpétués au sein de la société lituanienne jusqu'au XVIIe siècle.

## Historiographie
Bien que la religion pré-chrétienne de Lituanie ait disparu très tardivement (XVIIe siècle), les sources historiques sont peu nombreuses et très tardives.
L'intérêt pour son étude débuta au début du XIXe siècle quand les traditions orales ont commencé à être recensées. Cependant, à cette époque, la majorité des Lituaniens avaient déjà oublié leur ancienne religion ; les conteurs n'étaient plus en mesure d'expliquer précisément la symbolique de leurs légendes.
En l'absence de ces explications sur la symbolique des chansons et des contes rassemblés par les chercheurs, certains mythologistes et historiens ont conclu que seuls ils ne pourraient parvenir à reconstituer la mythologie. Leurs essais de reconstitution reposent donc aussi sur des données historiques, archéologiques et ethnographiques.
La première reconstitution fut écrite par l'historien Theodor Narbutt au début du XIXe siècle. Plus récemment deux autres reconstitutions ont été proposées par Marija Gimbutas et Algirdas Julien Greimas. La méthode utilisée est délicate et aucun des résultats obtenus n'est totalement satisfaisant.
Les deux principales difficultés sont que d'une part la mythologie lituanienne n'était pas figée mais en évolution constante et que d'autre part, bien que les concepts de la mythologie slave soient assez éloignés de ceux des mythologies baltes, ils ont cependant eu une certaine influence sur les interprétations ethnographiques. 
Les deux chercheurs contemporains considérés comme les plus grands spécialistes de la mythologie lituanienne sont Norbertas Vėlius (en) et Gintaras Beresnevičius (en). Leur travail est considéré comme très objectif du fait d'une approche très critique des sources historiques.

## Reconstitution de la mythologie
D'après Marija Gimbutas, la structure initiale était basée sur un système matriarcal de déesses, chacune symbolisant un élément naturel (la terre, le ciel, la lune...). Cette structure primitive évolua ensuite vers un modèle patriarcal.

## Relations avec les autres système mythologiques
La mythologie lituanienne est naturellement très proche des autres mythologies baltes : mythologie lettonne et prussienne (en). Elle s'inscrit dans le cadre des mythologies indo-européennes.